# حسين العريان
حسين العريان (مواليد 13 مايو 2007) هو لاعب كرة قدم كويتي يلعب في مركز المهاجم مع النادي العربي ومنتخب الكويت تحت 20 سنة.

## مسيرته مع الأندية
شارك العريان لأول مرة مع النادي العربي كبديل في مباراة ضد القادسية التي خسرها فريقه بنتيجة 0–1 في كأس السوبر الكويتي 2025.

## وصلات خارجية
- هذه المقالة غير مرتبط بويكي بيانات